# آلان إسترادا
آلان إسترادا (بالإسبانية: Alain Estrada)‏ (13 أغسطس 1991 في المكسيك - ) هو لاعب كرة قدم مكسيكي في مركز حراسة المرمى.

## وصلات خارجية
- آلان إسترادا على موقع قاعدة بيانات كرة القدم.إي يو (الإنجليزية)
- آلان إسترادا على موقع AS.com (الإسبانية)